# Cremersia spinicosta
Cremersia spinicosta är en tvåvingeart som först beskrevs av Malloch 1912.  Cremersia spinicosta ingår i släktet Cremersia och familjen puckelflugor.
Artens utbredningsområde är Texas. Inga underarter finns listade i Catalogue of Life.